# シンプリキウス (ローマ教皇)
シンプリキウス（Simplicius, ? - 483年3月10日）は、第47代ローマ教皇（在位：468年3月3日 - 483年3月10日）。
イタリアのティヴォリでカスティヌスの息子として生まれ、その生涯についての多くはLiber Pontificalisの記述により知られる。
シンプリキウスはカルケドン公会議で単性説に対して保守的な立場をとり、野蛮人の襲撃からイタリア人を守るために尽くした。ゲルマン人傭兵の反乱と476年のオドアケルによるロムルス・アウグストゥルスの追放及びイタリア王即位の宣言を目撃した。オドアケルはローマの統治機構はそれほど変えなかったが、司祭の地位は固く手中に収めた。
シンプリキウスはローマに聖ビビアナ教会を建立したことが記録されている。
カトリック教会によって列聖され、聖人暦は3月10日となっている。